# Дешниц
Дешниц (њем. Döschnitz) општина је у њемачкој савезној држави Тирингија. Једно је од 39 општинских средишта округа Залфелд-Рудолштат. Према процјени из 2010. у општини је живјело 296 становника. Посједује регионалну шифру (AGS) 16073017.

## Географски и демографски подаци
Дешниц се налази у савезној држави Тирингија у округу Залфелд-Рудолштат. Општина се налази на надморској висини од 415 метара. Површина општине износи 6,3 km². У самом мјесту је, према процјени из 2010. године, живјело 296 становника. Просјечна густина становништва износи 47 становника/km².